# Andrew Wiles

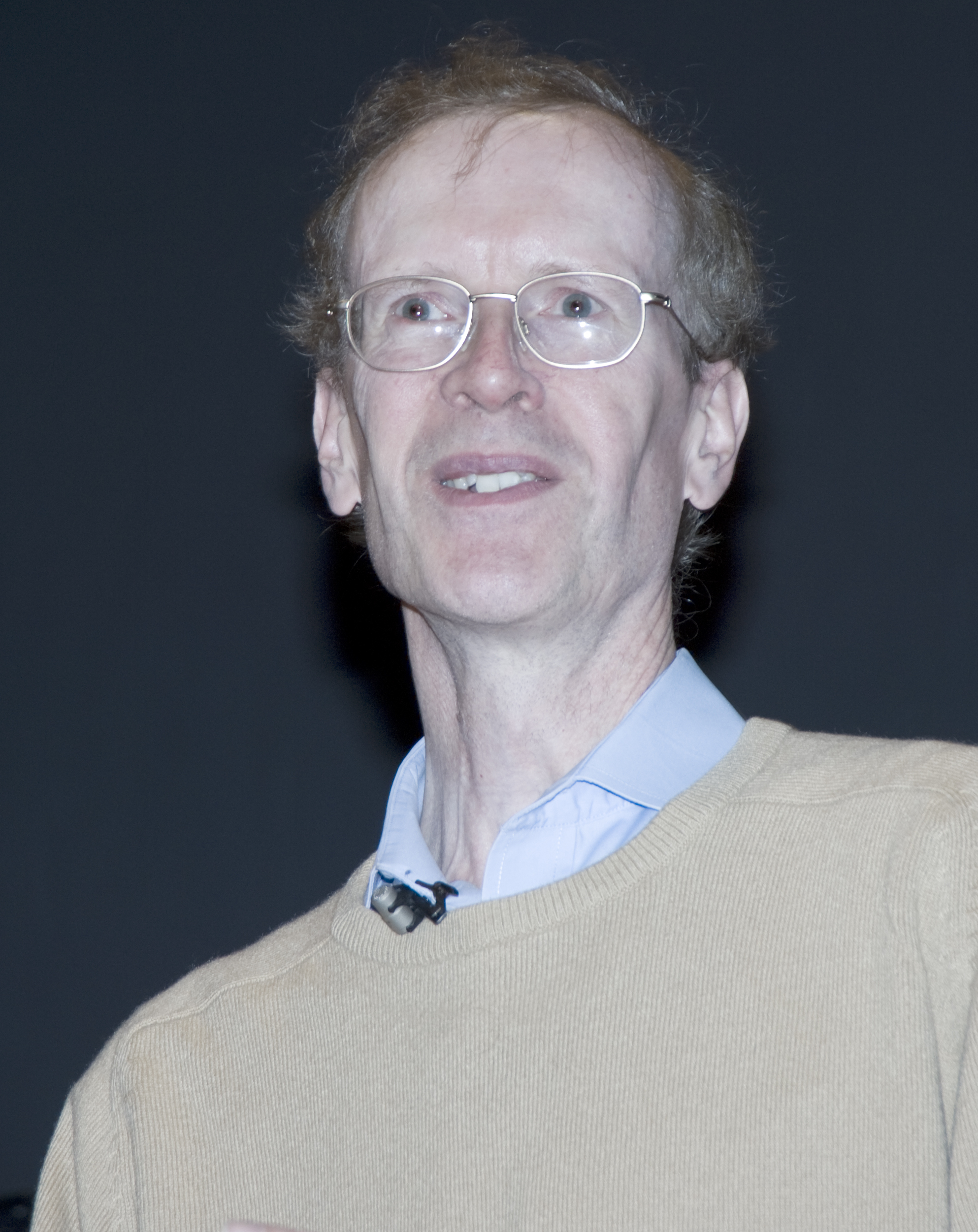
Andrew Wiles (2005)

Sir Andrew John Wiles KBE, FRS (* 11. April 1953 in Cambridge) ist ein britischer Mathematiker. Berühmt wurde er durch seinen Beweis der Taniyama-Shimura-Vermutung für semistabile elliptische Kurven, woraus sich der Große Fermatsche Satz ergibt.

## Leben
Andrew Wiles ist der Sohn von Patricia und Maurice Frank Wiles. Der Vater war Theologe und Professor an der Universität Oxford. Andrew Wiles studierte in Oxford (Abschluss als Bachelor, 1974) und Cambridge (Clare College), wo er 1975 mit Forschungsarbeiten bei und mit John Coates begann (Promotion 1980 mit Reciprocity laws and the conjecture of Birch and Swinnerton-Dyer, „Reziprozitätsgesetze und die Vermutung von Birch und Swinnerton-Dyer“). Von 1977 bis 1980 war er Junior Research Fellow am Clare College in Cambridge und gleichzeitig Assistenzprofessor in Harvard. Nach Aufenthalten in Bonn und am Institute for Advanced Study (1981) wurde er 1982 Professor an der Princeton University. 1985/1986 war er als Guggenheim Fellow am IHES bei Paris und an der École Normale Supérieure. 1988 bis 1990 war er Royal Society Research Professor in Oxford. Von 1994 bis 2009 war er Eugene Higgins Professor in Princeton und kehrte 2011 an die University of Oxford zurück.
Am 31. Mai 2018 gab die University of Oxford bekannt, dass die 2016 durch Königin Elisabeth II. anlässlich ihres 90ten Geburtstags gestiftete Regius Professur für Mathematik mit Professor Wiles besetzt würde. Wiles’ Vater, Maurice Frank Wiles, war schon von 1970 bis 1991 Regius Professor of Divinity an der Universität Oxford.
Andrew Wiles ist seit 1988 mit Nada Canaan Wiles, einer promovierten Mikrobiologin, verheiratet und hat drei Töchter.

## Werke
Mit Barry Mazur bewies er 1984 die Hauptvermutung der Iwasawa-Theorie über rationale Zahlen, welche er danach auf total reelle Körper erweiterte.
Er ist vor allem für seinen Beweis der Modularität einer großen Klasse von elliptischen Kurven (Taniyama-Shimura-Vermutung) bekannt geworden, aus der sich der letzte fehlende Schritt im Beweis des Großen Fermatschen Satzes ergab; dies brachte ihm auch außerhalb der mathematischen Fachwelt große Aufmerksamkeit. Der Zusammenhang der Taniyama-Shimura-Vermutung mit dem Fermatschen Beweis war zuvor Mitte der 1980er Jahre von Gerhard Frey vermutet und durch Beweise von Hilfssätzen durch Ken Ribet und Jean-Pierre Serre gesichert worden. An seinem Beweis arbeitete Wiles geheim über sieben Jahre, während derer er sich teilweise aus der „mathematischen Öffentlichkeit“ zurückzog. Sein erster veröffentlichter (das heißt zur Beweisüberprüfung bei Experten kursierender) Beweis, den er in Vorträgen am Isaac Newton Institute in Cambridge im Juni 1993 vorstellte, erwies sich als lückenhaft, er konnte dann aber zusammen mit seinem Studenten Richard Taylor den Beweis doch noch entlang eines anderen, früher von ihm versuchten Weges führen. 2001 veröffentlichten Taylor, Christophe Breuil, Fred Diamond und Brian Conrad schließlich den Beweis der Taniyama-Shimura-Vermutung nicht nur für spezielle, sondern für alle elliptischen Kurven.

## Auszeichnungen

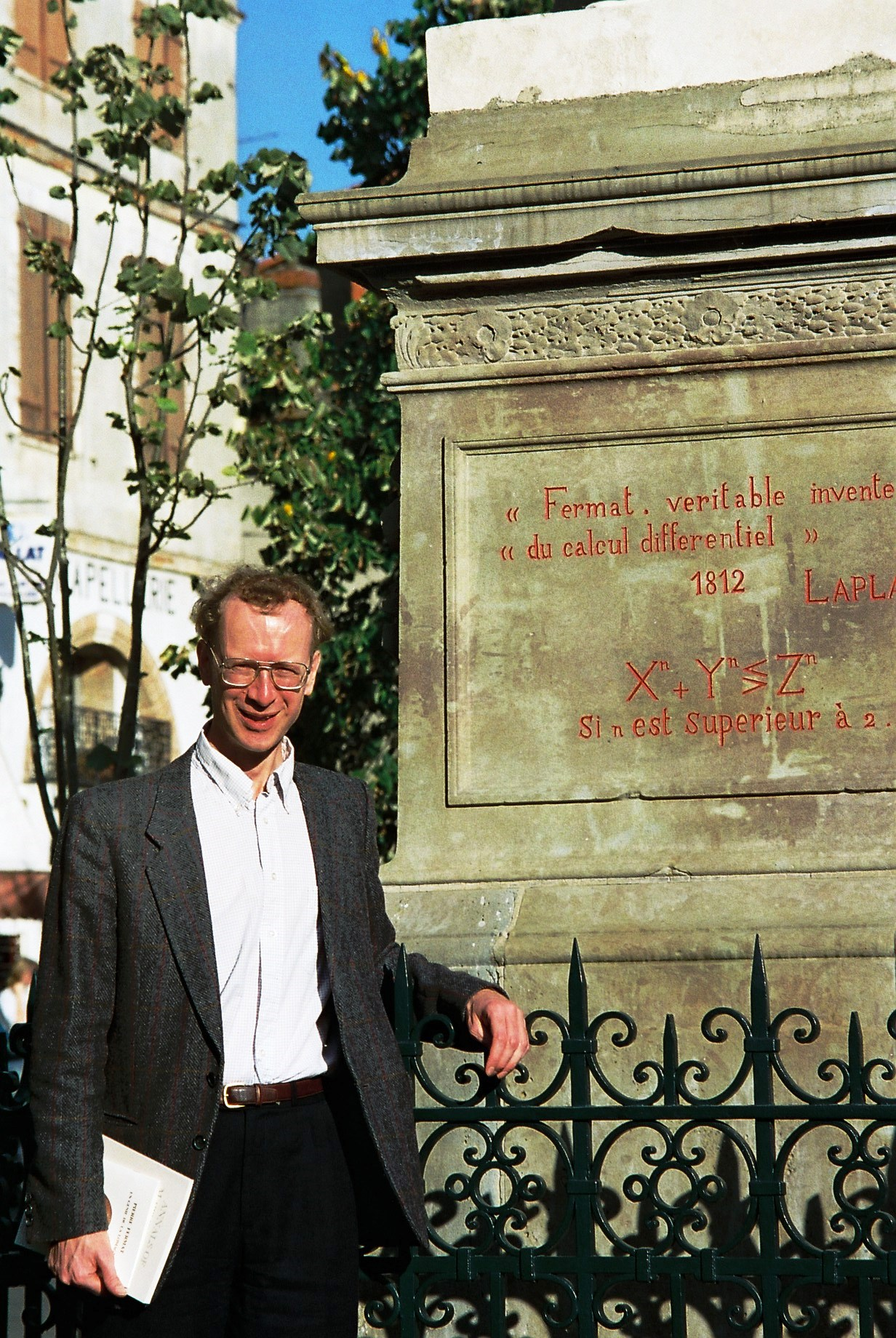
Andrew Wiles vor der Statue von Pierre de Fermat in Beaumont-de-Lomagne (Oktober 1995)

Bereits 1988 erhielt Wiles den Junior Whitehead Prize der LMS. Danach folgten als Anerkennung für seinen Beweis der Fermatvermutung zahlreiche Auszeichnungen. Auf dem Internationalen Mathematikerkongress 1998 in Berlin wurde ihm eine Sonderauszeichnung (die Silbermedaille) der Internationalen Mathematischen Union (IMU) verliehen, da Wiles zum Zeitpunkt seiner Veröffentlichung die traditionelle Altersgrenze von 40 Jahren für die Verleihung der prestigeträchtigen Fields-Medaille bereits überschritten hatte. 1994 hielt er einen der Plenarvorträge auf dem ICM in Zürich über seinen Beweis (Modular Forms, Elliptic Curves and Fermat’s Last Theorem). 1995 erhielt er den Rolf-Schock-Preis und den Fermat-Preis und 1996 den Colepreis (die höchste Auszeichnung für Zahlentheorie), den Ostrowski-Preis, den Wolf-Preis, den NAS Award in Mathematics sowie die Royal Medal. 1997 war er MacArthur Fellow. 1997 konnte er den 1908 für die Lösung der Fermatvermutung gestifteten Wolfskehl-Preis entgegennehmen. 1998 erhielt er den König-Faisal-Preis, 1999 den Clay Research Award und 2005 den Shaw Prize. Für den Beweis der Fermatschen Vermutung wurde ihm im März 2016 der Abelpreis, eine der höchsten Auszeichnungen für Mathematiker, verliehen. 2017 wurde ihm die Copley-Medaille zugesprochen, 2019 die De-Morgan-Medaille. 2024 wurde er mit dem Basic Science Lifetime Award in Mathematics ausgezeichnet.
1989 wurde er Fellow der Royal Society, 1994 der American Academy of Arts and Sciences, 1996 auswärtiges Mitglied der National Academy of Sciences der USA und 1997 Mitglied der American Philosophical Society. 2001 wurde er Ehrenmitglied der London Mathematical Society. 1999 wurde ein Asteroid nach ihm benannt: (9999) Wiles. Im Jahre 2000 wurde er zum Knight Commander of the Order of the British Empire (KBE) ernannt und damit zum Ritter geschlagen. Die Tschechische Republik würdigte Wiles’ Leistung mit einer Briefmarkenausgabe im Jahr 2000. 2015 wurde Wiles in die Academia Europaea gewählt.

## Schüler
Zu seinen Doktoranden zählen Richard Taylor, Brian Conrad, Karl Rubin, Fred Diamond, Ehud de Shalit, Christopher Skinner und Manjul Bhargava.

## Schriften
- Andrew Wiles: Modular elliptic curves and Fermat's Last Theorem. In: Annals of Mathematics. Band 141, Nr. 3. Annals of Mathematics, 1995, ISSN 0003-486X, S. 443–551, doi:10.2307/2118559 (uva.nl [PDF; 10,2 MB]).